# 給茱麗葉的信
《給茱麗葉的信》（英語：Letters to Juliet）是一部2010年美國浪漫喜劇劇情片，由亞曼達·塞佛瑞主演，蓋瑞·溫尼克執導。電影以「愛之都」維洛那為舞台，根據「茱麗葉祕書」回信給為情所苦的人們的事實所改編。電影2010年5月14日在美國上映。

## 劇情
蘇菲·霍爾是一個有理想有抱負的雜誌撰稿人。她和男友維克多從紐約飛到了義大利，一來是他們為了給自己的平靜生活找點樂趣和浪漫，二來是維克多有些生意上的事情急需處理。生意上的事很棘手，維克多成了工作狂。百無聊賴的蘇菲就在義大利維羅納的鄉間瞎逛。突然，她發現了一堵許願牆－－在這堵出自《羅密歐與朱麗葉》的許願牆中，埋藏著眾多女性的願望：她們把信寫給朱麗葉，希望這個文藝作品中的女神能把自己的夢中情人帶到自己的身邊。在這裡，蘇菲發現了50年前，一位名叫克萊兒·史密斯的女孩寫給朱麗葉的信。在信裡，克萊兒向朱麗葉坦承自己十幾歲的時候就愛上了一個義大利的小夥子。
蘇菲·霍爾覺得自己有必要找到克萊兒，再讓她回去尋找那段丟失的愛情、找回信裡說的那個叫做羅倫佐·巴圖里尼的義大利男人。於是蘇菲找到了已經是祖母的克萊兒，說明了來意，蘇菲、克萊兒和孫子查理立即踏上了尋找巴圖里尼的旅程。不過在斯托卡納搜尋失去的愛人的時候，她們發現愛情，並不是件容易的事情。要找到愛情，就要學會面對自我。
其實，蘇菲並不僅僅想幫助克萊兒，她發現這個事情是一個很好的題材，如果自己能把尋找愛情的故事寫出來，那麼可以讓自己的事業更上一層樓，並且能讓她坐上自己夢寐以求的職業。可是隨著事情的發展，蘇菲卻發現自己正在慢慢成為故事的主角。克萊兒的孫子查理和蘇菲正在慢慢地進入一段頗為傳奇的愛情故事，蘇菲要何去何從，她會選擇放棄自己的男朋友維克多麼？

## 演員
- 亞曼達·塞佛瑞飾演 蘇菲·霍爾（Sophie Hall）
- 克里斯多夫·伊根飾演 查理·惠曼（Charlie Wyman）
- 凡妮莎·蕾格烈芙飾演 克萊兒·史密斯-惠曼（Claire Smith-Wyman）
- 法蘭科·尼羅飾演 羅倫佐·巴圖里尼（Lorenzo Bartolini）
- 蓋爾·嘉西亞·貝納飾演 維克多（Victor）

## 外部連結
- 官方网站
- AllMovie上《給茱麗葉的信》的资料（英文）
- Box Office Mojo上《給茱麗葉的信》的資料（英文）
- 互联网电影数据库（IMDb）上《給茱麗葉的信》的资料（英文）